# Konstantin Kuchayev
Bản mẫu:Eastern Slavic name
Konstantin Vitalyevich Kuchayev (tiếng Nga: Константин Витальевич Кучаев; sinh ngày 18 tháng 3 năm 1998) là một cầu thủ bóng đá người Nga thi đấu ở vị trí tiền vệ trung tâm cho P.F.K. CSKA Moskva.

## Sự nghiệp câu lạc bộ
Anh có màn ra mắt tại Giải bóng đá ngoại hạng Nga cho P.F.K. CSKA Moskva vào ngày 2 tháng 4 năm 2017 trong trận đấu với F.K. Krylia Sovetov Samara.

## Thống kê sự nghiệp

### Câu lạc bộ
Tính đến trận đấu diễn ra ngày 15 tháng 9 năm 2019
| Câu lạc bộ          | Mùa giải            | Giải vô địch                | Giải vô địch | Giải vô địch | Cúp Quốc gia | Cúp Quốc gia | Châu lục | Châu lục  | Khác    | Khác      | Tổng cộng | Tổng cộng |
| Câu lạc bộ          | Mùa giải            | Hạng đấu                    | Số trận      | Bàn thắng    | Số trận      | Bàn thắng    | Số trận  | Bàn thắng | Số trận | Bàn thắng | Số trận   | Bàn thắng |
| ------------------- | ------------------- | --------------------------- | ------------ | ------------ | ------------ | ------------ | -------- | --------- | ------- | --------- | --------- | --------- |
| CSKA Moskva         | 2015–16             | Giải bóng đá ngoại hạng Nga | 0            | 0            | 0            | 0            | 0        | 0         | 0       | 0         | 0         | 0         |
| CSKA Moskva         | 2016–17             | Giải bóng đá ngoại hạng Nga | 2            | 0            | 0            | 0            | 0        | 0         | 0       | 0         | 2         | 0         |
| CSKA Moskva         | 2017–18             | Giải bóng đá ngoại hạng Nga | 21           | 0            | 1            | 0            | 12       | 1         | -       | -         | 34        | 1         |
| CSKA Moskva         | 2018–19             | Giải bóng đá ngoại hạng Nga | 3            | 0            | 0            | 0            | 2        | 0         | 0       | 0         | 5         | 0         |
| CSKA Moskva         | 2019–20             | Giải bóng đá ngoại hạng Nga | 6            | 0            | 0            | 0            | 0        | 0         | 0       | 0         | 6         | 0         |
| CSKA Moskva         | Tổng cộng           | Tổng cộng                   | 32           | 0            | 1            | 0            | 14       | 1         | 0       | 0         | 47        | 1         |
| Tổng cộng sự nghiệp | Tổng cộng sự nghiệp | Tổng cộng sự nghiệp         | 32           | 0            | 1            | 0            | 14       | 1         | 0       | 0         | 47        | 1         |